# Lajhármaki-alkatúak
A lajhármaki-alkatúak (Lorisiformes) a főemlősök (Primates) orrtükrösök (Strepsirrhini) alrendjének egyik osztálya. Mintegy 50 millió éve vált külön tőlük a madagaszkári félmajmok (a makialkatúak és a karmosmaki-alkatúak) fejlődése.

## Jellemzőik
Éjszakai, fán élő, gyümölcsökkel és rovarokkal táplálkozó, kis termetű állatok. retinájuk mögött a többi éjszakai emlőshöz hasonlóan tapetum lucidum (fényvisszaverő réteg) segíti éjjeli látásukat.

## Rendszertani felosztásuk
Két családjuk van:
- az ugró fülesmakifélék (Galagidae) és
- a kúszó-mászó lajhármakifélék (Lorisidae).